# Serena
Serena – imię żeńskie pochodzenia łacińskiego, od słowa oznaczającego „czysta, spokojna, pogodna”. Patronem tego imienia jest św. Seren, męczennik (III wiek).
Męski odpowiednik: Seren.
Serena imieniny obchodzi 28 czerwca.